# Deer Hunter (серия игр)
Deer Hunter (Охотник на оленей) — серия компьютерных игр, симуляторов охоты. Изначально созданная для Windows и изданная WizardWorks Software, позднее игра распространилась на Mac, Game Boy Color, Playstation 2 и мобильные телефоны. Deer Hunter является одним из первых симуляторов охоты.
Первая игра в серии была выпущена в ноябре 1997 года. В 2003 году WizardWorks Software поручили Southlogic Studios разработку Trophy Hunter 2003 и благодаря успеху Trophy Hunter, разработка серии Deer Hunter была возобновлена и продолжена играми Deer Hunter 2004 и Deer Hunter 2005, выпущенных Atari. Оригинальный Deer Hunter и его продолжение Deer Hunter II были также выпущены на компьютерах Macintosh.
Игровой процесс обычно происходит в лесу или на лугу в разные времена года. Других животных кроме оленей, даже снежного человека, можно встретить во время игры, но они выполняют роль декорации. Некоторых животных можно убить, но игрок за них не получит трофея и будет оштрафован, если животное было из запрещённых для охоты.

## Deer Hunter: Interactive Hunting Experience
Первая часть серии была разработана Sunstorm Interactive и выпущена 13 ноября 1997 WizardWorks Software. В 1998 году игра была портирована MacSoft Games на компьютерыMacintosh. В 1999 году была портирована на GameBoy Color Morning Star Multimedia и издана Vatical Entertainment.
В игре было 3 разные локации для охоты, 3 оружия и 5 дополнительных предметов.

### Deer Hunter Companion
Deer Hunter Companion — это дополнение для Deer Hunter, выпущенное WizardWorks Software 30 сентября 1998 года. Дополнение содержит 5 новых локаций, видео и книгу Deer Hunter Companion.

### Deer Hunter’s Extended Season
Deer Hunter’s Extended Season — это второе дополнение для Deer Hunter, выпущенное 31 декабря 1998 года. Он добавляет в игру три новых локации и дульнозарядное ружьё.

## Deer Hunter II: The Hunt Continues
Deer Hunter II был разработан Sunstorm Interactive и выпущен в конце 1998 года WizardWorks Software для Windows и Macintosh. Игра была создана на движке TERRENG SCS Software и содержала 30 видов оружия и 20 дополнительных предметов.

### Deer Hunter II: Extended Season
Deer Hunter II: Extended Season — дополнение для Deer Hunter II, выпущенное 31 декабря 1998 года, одновременно с дополнением для первой части. Он добавляет в игру дробовик 12 калибра, три новых предмета и редактор карт.

## Deer Hunter 3: The Legend Continues
Третья часть серии была разработана Sunstorm Interactive и выпущена 1 октября 1999 WizardWorks Software. Она была создана на движке TERRENG 4.0, содержала 10 видов оружия, более 15 дополнительных предметов и обладала возможность игры по интернету через GameSpy.

### Deer Hunter 3 Gold
Deer Hunter 3 Gold — это дополненная версия Deer Hunter 3, разработанная Sunstorm Interactive и Sylum Entertainment и изданная WizardWorks Software 29 февраля 2000 года.

## Deer Hunter 4: World-Class Record Bucks
Deer Hunter 4 был разработан Sunstorm Interactive и выпущена 15 января 2001 года WizardWorks Software для Windows. В игре было 3 вида оленей и онлайн-система продажи трофеев.

## Deer Hunter 5: Tracking Trophies
Deer Hunter 5 был разработан Sunstorm Interactive и выпущена 29 августа 2001 года WizardWorks Software для Windows. В игре появилась возможность охотится совместно с управляемыми компьютером охотниками. Позднее стал доступен для дигитальной покупки через интернет.

## Deer Hunter 2003: Legendary Hunting
Deer Hunter 2003: Legendary Hunting был разработан Sunstorm Interactive и издан 16 октября 2002 года Infogrames. В игре появилась возможность создавать собственные виды оружия.

## Deer Hunter 2004
Deer Hunter 2004 был разработан Southlogic Studios и издан Atari 13 октября 2003.

## Deer Hunter
22 октября 2003 года была выпущена игра Deer Hunter для PlayStation 2. Она была разработана Coresoft и издана Atari. В игре было 17 видов оружия и возможность многопользовательской игры онлайн.

## Deer Hunter 2005
Deer Hunter 2005 был разработан Southlogic Studios и издан Atari 28 сентября 2003. В игре присутствует 6 локаций и 5 видов оленей.

## Deer Hunter Tournament
Deer Hunter Tournament был разработан Southlogic Studios и издан Atari 14 октября 2008. Животные в игре обладают хорошим искусственным интеллектом, который позволяет использовать им свои чувства для защиты, быть агрессивными против людей, есть, спать и плавать. В игре есть режим турнира, который позволяет проводить турниры онлайн.

## Игры для мобильных телефонов

### Deer Hunter
Игра была разработана и издана Sorrent 30 ноября 2004 года.

### Deer Hunter 2
Игра была разработана и издана Sorrent 14 октября 2008 года.

### Deer Hunter 3
Игра была разработана и издана Glu Mobile в 2008 году.

## Сборники

### Deer Hunter: Monster Buck 4-Pack
Сборник был выпущен 30 июля 1999 года и содержал Deer Hunter: Interactive Hunting Experience, Deer Hunter’s Extended Season, Deer Hunter Companion, и скринсейвер Deer Hunter.

### Deer Hunter II: Monster Buck 3-Pack
Сборник был выпущен 30 января 2000 года и содержал Deer Hunter II: The Hunt Continues, Deer Hunter II: Extended Season, и Deer Hunter: Huntin' Country скринсейвер.

### Deer Hunter: Trophy Collection
Сборник был выпущен 31 октября 2003 и содержал Deer Hunter 2003: Legendary Hunting, Trophy Hunter 2003: Legendary Hunting и Bird Hunter 2003: Legendary Hunting.